# Women in Refrigerators
Women in Refrigerators (or WiR) ist eine Website, welche 1999 von feministischen Comic-Fans geschaffen wurde, um Beispiele von Tropen in Superheldencomics zu sammeln, worin weibliche Charaktere verletzt, vergewaltigt, getötet oder entmündigt werden, manchmal, um Beschützerinstinkte zu stimulieren, und oft als Handlungsmuster, welches den Handlungsbogen eines männlichen Charakters vorwärts bewegen soll. Auf der Website wird versucht zu analysieren, warum dieses Handlungsmuster unverhältnismäßig häufig bei weiblichen Charakteren eingesetzt wird.

## Geschichte
Der Begriff Women in Refrigerators wurde von der Schriftstellerin Gail Simone als Name für die Website Anfang 1999 während Online-Diskussionen über Comics mit Freunden geprägt. Er bezieht sich auf einen Vorfall in Green Lantern. #54 (1994), geschrieben von Ron Marz, in dem Kyle Rayner, der Titelheld, nach Hause in seine Wohnung kommt und feststellt, dass seine Freundin, Alexandra DeWitt, von dem Bösewicht Major Force getötet und in einen Kühlschrank gesteckt wurde. Simone und ihre Kollegen entwickelten daraufhin eine Liste fiktiver weiblicher Charaktere, welche getötet, verstümmelt oder entmündigt werden, insbesondere auf eine Art und Weise, welche den weiblichen Charakter als bloßes Mittel behandelt, um den Handlungsbogen eines männlichen Charakters voranzubringen, und nicht als einen voll entwickelten Charakter.
Robert Harris, Bibliothekar und Comic-Fan, trug zusammen mit dem Fan John Norris zur Pflege und Aktualisierung der Website bei. Die Idee, die Liste online zu stellen, stammte von Software-Entwickler Jason Yu, der auch der ursprüngliche Website-Host war.

### Dead Men Defrosting
Als Reaktion auf Fans, welche argumentierten, dass auch männliche Charaktere häufig getötet werden, schrieb der Inhaltsredakteur John Bartol Dead Men Defrosting, einen Artikel, in dem er argumentierte, dass männliche Helden, wenn sie getötet oder verändert werden, typischerweise wieder in ihren Status quo zurückversetzt werden. Bartols Behauptung zufolge wird den meisten weiblichen Charakteren, nachdem sie verändert wurden, niemals, wie es bei männlichen Helden üblicherweise der Fall ist, die Chance eingeräumt, in ihren ursprünglichen Heldenzustand zurückzukehren.
Bezugnehmend bemerkt Jeffrey A. Brown in seinem Buch Dangerous Curves: Action Heroes, Gender, Fetishism and Popular Culture, dass während männliche Comic-Helden dazu tendieren, heldenhaft zu sterben und danach auf magische Weise von den Toten zurückgebracht zu werden, weibliche Charaktere eher beiläufig, aber irreparabel verwundet oder getötet werden, oft in einer sexualisierten Art und Weise. Um seine Behauptung zu untermauern, zitiert er den Joker, der das ursprüngliche Batgirl nur zum Spaß das Rückgrat zertrümmerte, was dazu führte, dass sie über ein Jahrzehnt lang als Rollstuhlfahrerin dargestellt wurde. Er zitiert auch den Bösewicht Black Mask, der die erste weibliche Robin aus dem DC-Universum, Stephanie Brown fesselt, foltert und tötet.

## Diskussion
Der Dallas Observer verweist auf die Website und diskutiert das Thema Sexismus in der Popkultur und in der Comic-Branche. Die Washington State University führt den Inhalt im Zusammenhang mit einer Analyse und Kritik der Popkultur auf. Häufig wird kritisiert, dass die Vergewaltigung ein Stilmittel ist, wodurch der Aktion die Grausamkeit genommen wird. So würde das Thema Vergewaltigung beispielsweise in der Serie Game of Thrones banalisiert.

## Externe Verweise
- Die ursprüngliche Women in Refrigerators Liste von 1999